# Penn Relays

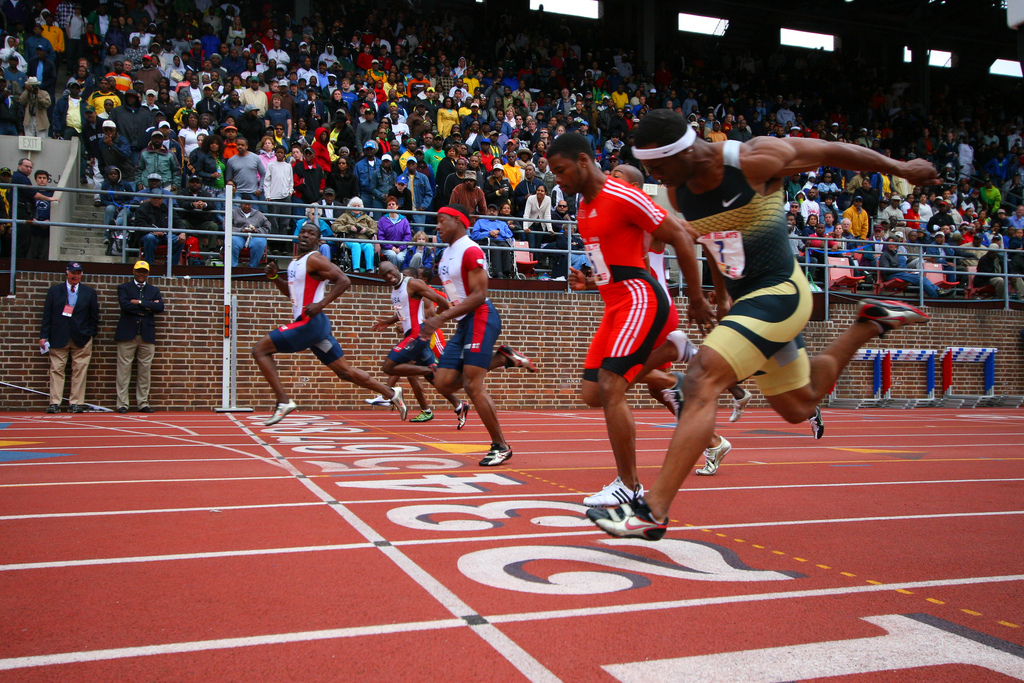
Penn Relays em 2008.

Penn Relays, também conhecida por Penn Relays Carnival, é a  maior e mais antiga competição de atletismo de pista dos Estados Unidos, organizada anualmente desde 21 de abril de 1895 pela Universidade da Pensilvânia no Franklin Field, em Filadélfia, na Pensilvânia. Em 2012, o evento teve 116 eventos e mais atletas participam no Penn Relays do que em qualquer outra competição de atletismo em pista do mundo. Atrai regularmente mais de 15 mil participantes de escolas de ensino médio, universidades e clubes de pista de toda a América do Norte e do estrangeiro, nomeadamente da Jamaica, competindo ao longo de cinco dias. Historicamente, atribui-se a este meeting a popularização das corridas de estafetas ("relays"). Realiza-se anualmente durante a última semana completa do mês deabril, terminando sempre no último sábado do mês. Atrai normalmente mais de 100.000 espectadores ao longo dos últimos três dias e, no último dia, tem chegado aos 50 mil.